# Oscar (chat)
Pour les articles homonymes, voir Oscar.
Oscar, né en 2005 et mort le 22 février 2022, est un chat qui a vécu dans une unité hospitalière de Rhode Island, aux États-Unis. Selon les infirmiers et médecins de l’hôpital, il aurait la particularité d’aller près des patients sur le point de mourir et de se blottir à leur côté pendant leurs derniers instants. Cela a fait l’objet d’un témoignage informel dans le New England Journal of Medicine. Certains sceptiques notent que ce témoignage a été cité par les médias comme s’il s’agissait d’un article de recherche, alors que ça n’est pas le cas.
À fin juillet 2007, Oscar a « accompagné » la mort de plus de 25 résidents du Steere House Nursing and Rehabilitation Center.

## Histoire
Oscar a été adopté, encore chaton, dans un refuge pour animaux, et a grandi au 3e étage de l’unité pour les démences du Steere House Nursing and Rehabilitation Center, à Providence, Rhode Island. L’unité soigne des malades atteints d’Alzheimer, de Parkinson et autres maladies, pour la plupart dans les derniers stades de leur maladie et généralement inconscients de leur environnement. Steere House se présente comme un lieu accueillant pour les animaux familiers en anglais : pet friendly ; six animaux vivent dans l’établissement (lapin, chats, chien, perroquet).
Après six mois, l’équipe s’est aperçue qu’Oscar visitait les patients régulièrement. Il les sent et les observe, puis se blottit pour dormir contre certains. Ce qui a surpris l’équipe est que la personne auprès de laquelle Oscar dort meurt généralement deux à quatre heures après l’arrivée du chat.
La forte coïncidence entre les visites d’Oscar et la mort de ces patients - à fin juillet 2007, plus de 25 décès dans ces circonstances - a entraîné la mise en place d’une nouvelle procédure : lorsqu’il est trouvé dormant près d’un patient, l’équipe appelle ses proches pour les prévenir de ce qu’ils pensent être sa probable mort imminente.
La plupart du temps, la famille du patient ne se soucie pas de la présence d’Oscar. Lorsqu’il a été exclu de la chambre à la demande de la famille, le chat va et vient devant la porte et émet des miaulements de protestation. Lorsqu’il est présent, Oscar reste auprès du patient jusqu’à sa mort. Après quoi il s’en va et quitte la pièce.
Oscar, par ailleurs, n’est pas particulièrement affectueux.
L’équipe de l’hôpital a remercié symboliquement le chat en posant une plaque sur un mur, avec l’inscription « Pour ses soins hospitaliers compatissants, cette plaque récompense Oscar le chat » (en anglais, « For his compassionate hospice care, this plaque is awarded to Oscar the Cat »).

## Commentaires médicaux et scientifiques
La docteure Joan Teno, enseignante de la Warren Alpert Medical School, à l'Université Brown de Providence, qui s’occupe des résidents de Steere House et voit régulièrement Oscar, commente : « Ce n’est pas que le chat soit toujours là le premier. Mais il s’arrange toujours pour venir, et il semble que ce soit toujours dans les deux à quatre dernières heures. »
Le Dr David Dosa, gériatre auteur d’un article dans le New England Journal of Medicine qui a déclenché l’intérêt médiatique pour ce chat, dit que « (Oscar) ne fait pas trop d’erreurs. Il semble comprendre quand les patients sont sur le point de mourir ». Il émet l’hypothèse que « le chat pourrait détecter des odeurs spécifiques accompagnant la mort », hypothèse soutenue par le Dr Teno.
Selon certains spécialistes des comportements animaux, l’explication par l’odorat est plausible. « Je soupçonne qu’il sent des substances chimiques émises juste avant la mort », déclare Margie Scherk, vétérinaire de Vancouver (Colombie-Britannique) et présidente de l’American Association of Feline Practitioners. « Les chats peuvent sentir beaucoup plus de choses que nous, et ils peuvent certainement détecter la maladie. » Le Dr Jill Goldman, spécialiste du comportement animal à Laguna Beach en Californie, estime que « les chats ont un magnifique odorat » et ajoute que rester au côté d’un mourant peut être une conduite apprise. « Il y a eu pour lui [ce chat] une ample possibilité d’associer "cette" odeur et la mort. »
L’odorat n’est cependant qu’une hypothèse. Pour le Dr Daniel Estep, un spécialiste du comportement animal de Littleton (Colorado), « Ce qui se produit entre autres chez les personnes qui meurent est qu’elles remuent très peu. Peut-être le chat se rend-il compte de ce que la personne sur le lit est très tranquille. Cela pourrait être non l’odeur ou les sons, mais juste l’absence de mouvement. »
Le Dr Thomas Graves, un spécialiste des chats de l’Université de l’Illinois, déclare à la BBC : « Les chats peuvent souvent sentir quand leurs maîtres sont malades ou quand un autre animal est malade. Ils peuvent sentir que le temps va changer, et ils sont réputés pour pressentir les tremblements de terre. »

## Critique sceptique
Dans la revue sceptique Science et pseudo-sciences, Nicolas Gauvrit fait quant à lui remarquer que le texte (d’une page) du New England Journal of Medecine n’est pas un article de recherche, mais un témoignage sans aucune donnée chiffrée ni la plus petite expérience. Dans le quasi-mouroir où vit Oscar, les décès sont nombreux. Certains biais cognitifs, comme les corrélations illusoires ou les erreurs statistiques, pourraient expliquer que le personnel ait l’impression qu’Oscar sent la mort, alors même que ce serait faux.
Finalement, conclut Gauvrit, il n’y a pas la moindre preuve scientifique qu’Oscar ressente quoi que ce soit, et les considérations sur les causes possibles sont donc prématurées. « Il faut s’assurer de la réalité d’un fait avant d’en chercher les causes. En l’occurrence, la vérification expérimentale est très simple à mettre en place. Si elle n’est pas encore publiée, c’est très certainement qu’elle n’a pas donné les résultats escomptés. »

## Fiction
- Un épisode de 2009 de la série Dr House, Appelons un chat un chat, s'inspire du cas d'Oscar, mettant en scène une chatte, Debbie, dont House veut prouver qu'elle n'a pas le don d'annoncer le décès prochain du patient. Dans cette fiction, House découvre que le chat n'est pas sensible à la mort prochaine d'un patient mais cherche simplement la chaleur dégagée par la couverture chauffante dont le personnel médical couvre les malades en fin de vie.
- Dans les derniers épisodes de la dernière saison de la série The Big C, il est question de Merveille, surnommée Mortveille par les patients de l'hôpital dans lequel Cathy reçoit des soins palliatifs. Merveille vient se blottir contre les patients qui vont bientôt mourir, ce fut le cas de la camarade de chambre de Cathy et d'autres résidents.
- Stephen King, dans son roman Docteur Sleep, paru en novembre 2013 et constituant la suite de Shining, s'est également inspiré d'Oscar en imaginant un chat nommé Azzie (diminutif d'Azraël) remplissant les mêmes fonctions dans l'hospice où exerce Danny Torrance [7].